# Voldum Sogn
Voldum Sogn er et sogn i Favrskov Provsti (Århus Stift).
I 1800-tallet var Rud Sogn anneks til Voldum Sogn. Begge sogne hørte til Galten Herred i Randers Amt. Voldum Sogn tilhørte Voldum-Rud Kommune fra 1842 til 1970. Kommunen blev ved kommunalreformen i 1970 indlemmet i Hadsten Kommune, som ved strukturreformen i 2007 indgik i Favrskov Kommune.
I Voldum Sogn ligger Voldum Kirke.
I sognet findes følgende autoriserede stednavne:
- Herregården/slottet Clausholm (ejerlav, landbrugsejendom)
- Clausholm Mark (bebyggelse)
- Hvalløs (bebyggelse, ejerlav)
- Hvalløs Vie (bebyggelse)
- Jomfruhøj (areal)
- Mygind Skov (areal)
- Rigtrup (bebyggelse, ejerlav)
- Schildenseje (landbrugsejendom)
- Schildenseje Mark (bebyggelse)
- Voldum (bebyggelse, ejerlav)